# Hemicordulia koomina
Hemicordulia koomina – gatunek ważki z rodziny szklarkowatych (Corduliidae).
Endemit Australii. Widziany w kilku miejscach w regionie Pilbara w Australii Zachodniej. Szacowany zasięg występowania (EOO): 6504 km². Zamieszkuje rzeki i strumienie.